# Onciale 0261
- Papyrus
- Onciale
- Minuscules
- Lectionnaire

Le Codex 0261 (dans la numérotation Gregory-Aland), est un manuscrit du Nouveau Testament sur parchemin écrit en écriture grecque onciale.

## Description
Le codex se compose de 2 folios. Il est écrit en deux colonnes par page, de 25 lignes par colonne. Les dimensions du manuscrit sont 20 x 15 cm,. Les paléographes datent ce manuscrit du Ve siècle.
C'est un manuscrit contenant le texte de l'Épître aux Galates (1,9-12.19-22; 4,25-31).
Le texte du codex représenté est de type mixte. Kurt Aland le classe en Catégorie III.
Lieu de conservation
Il est conservé à la Staatliche Museen zu Berlin (P. 6791, 6792, 14043) à Berlin,.